# Matthías Kristjánsson
Matthías Kristjánsson (* 14. Juli 1924 in Skútustaðir; † 23. Dezember 1998) war ein isländischer Skilangläufer.

## Biografie
Matthías Kristjánsson belegte bei den Olympischen Winterspielen 1952 im Rennen über 50 Kilometer den 33. Platz.
Sein Bruder Jón Kristjánsson war ebenfalls Skilangläufer und nahm an den Olympischen Winterspielen 1952 und 1956 teil.